# Pebble Mill Studios

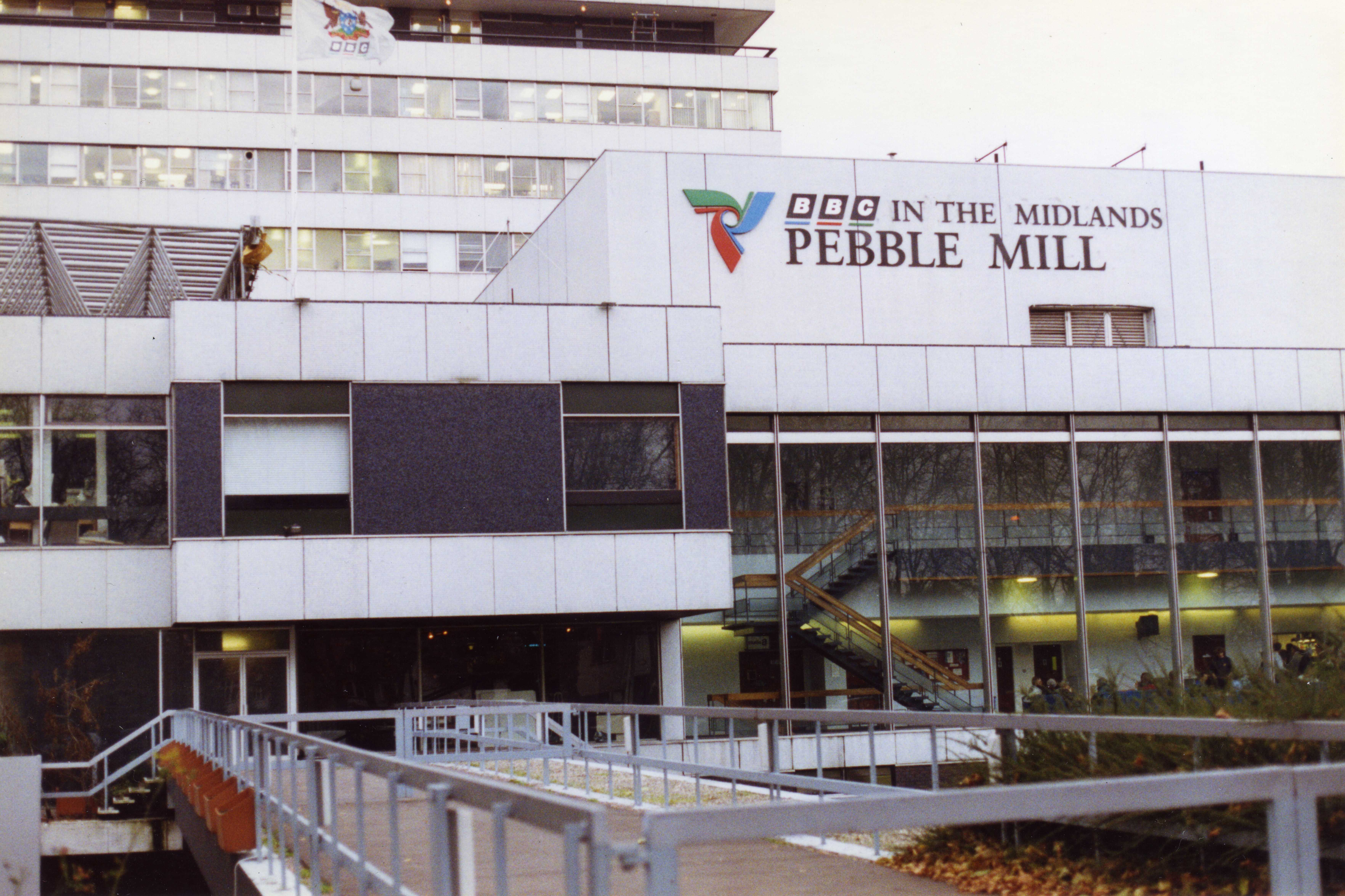
Die Pebble Mill Studios (1992)

Die Pebble Mill Studios, meist nur kurz Pebble Mill, waren ein Sendezentrum der British Broadcasting Corporation in Birmingham, das von 1971 bis 2004 in Betrieb war. Es zählte zu den bekanntesten Sendezentren des Landes.

## Beschreibung
Die Pebble Mill Studios lagen in Birmingham in den Midlands, genauer gesagt im Stadtteil Edgbaston. Gelegen auf einem 6 Acre großen Grundstück, hatte das von John Madin entworfene Gebäude insgesamt acht Etagen. Neben zahlreichen Büroräumen nahmen die Aufnahmestudios die wichtigere Rolle ein. Es gab sowohl Fernseh- als auch Radiostudios. Die Fernsehstudios waren „höhlenartig“ angelegt. Grund dafür war die damalige Produktionsweise, die zahlreiche unterschiedliche Kameraperspektiven einband. Genutzt wurden sie für die Produktion zahlreicher Werke, insbesondere aber von Fernsehdramen. Dafür wurde insbesondere das größte Studio, das Studio A, genutzt. Im zweiten der beiden größeren Studios, dem Studio B, wurden vor allem für Nachrichtensendungen produziert. Neben den Studios wurde auch das Foyer des Gebäudes für Aufzeichnungen verwendet, insbesondere für die Mittagsfernsehsendung Pebble Mill at One, die von 1972 bis 1996 produziert wurde und eine der bekanntesten Produktionen des Sendezentrums war. Außerdem wurden manche Aufnahmen auch in den Gärten, den Höfen oder auf den Fluren des Gebäudes gedreht.
Daneben existierten auch zwei Kantinen sowie Gartenanlagen, wobei es hierum teilweise um mitbenutzte Teile des Kings Health Park handelte. Des Weiteren waren eine Postannahmestelle und zwei Parkhäuser Teil des Komplexes. Ferner gab es auch einen social club. Solche Einrichtungen lagen vor allem auf der Rückseite des Gebäudes, während die eigentlichen Studios meist auf der Vorderseite angeordnet waren. Bekannt war die Anlage zudem für ihre Aussicht, die man vom Dach aus hatte. Die BBC war der einzige Hauptnutzer, neben der Produktion von Fernsehformaten waren auch die Studios des BBC Radio WM integriert.

## Geschichte
Bereits 1951 erwarb die BBC das Gelände der späteren Studios in der Intention, dort ein Regionalzentrum für die Midlands zu errichten. Die Planungen zum Bau der Studios schritten aber nur langsam voran: erst 1962 konnte der Öffentlichkeit ein Modell vorgestellt werden, erst 1967 begannen dann auch die Bauarbeiten. Am 10. November 1971 konnten der Gebäudekomplex aber durch Prinzessin Anne eröffnet werden. Zeitgleich folgte der Umzug der BBC aus den vorherigen Studioanlagen in die Pebble Mill Studios. Bereits 1971 lief die Produktion an. Benannt ist das Sendezentrum nach einer ehemaligen Wassermühle. In den folgenden Jahren wurden die einzelnen Bereiche, insbesondere das Foyer und das Studio A, mehrfach Renovierungen unterzogen.

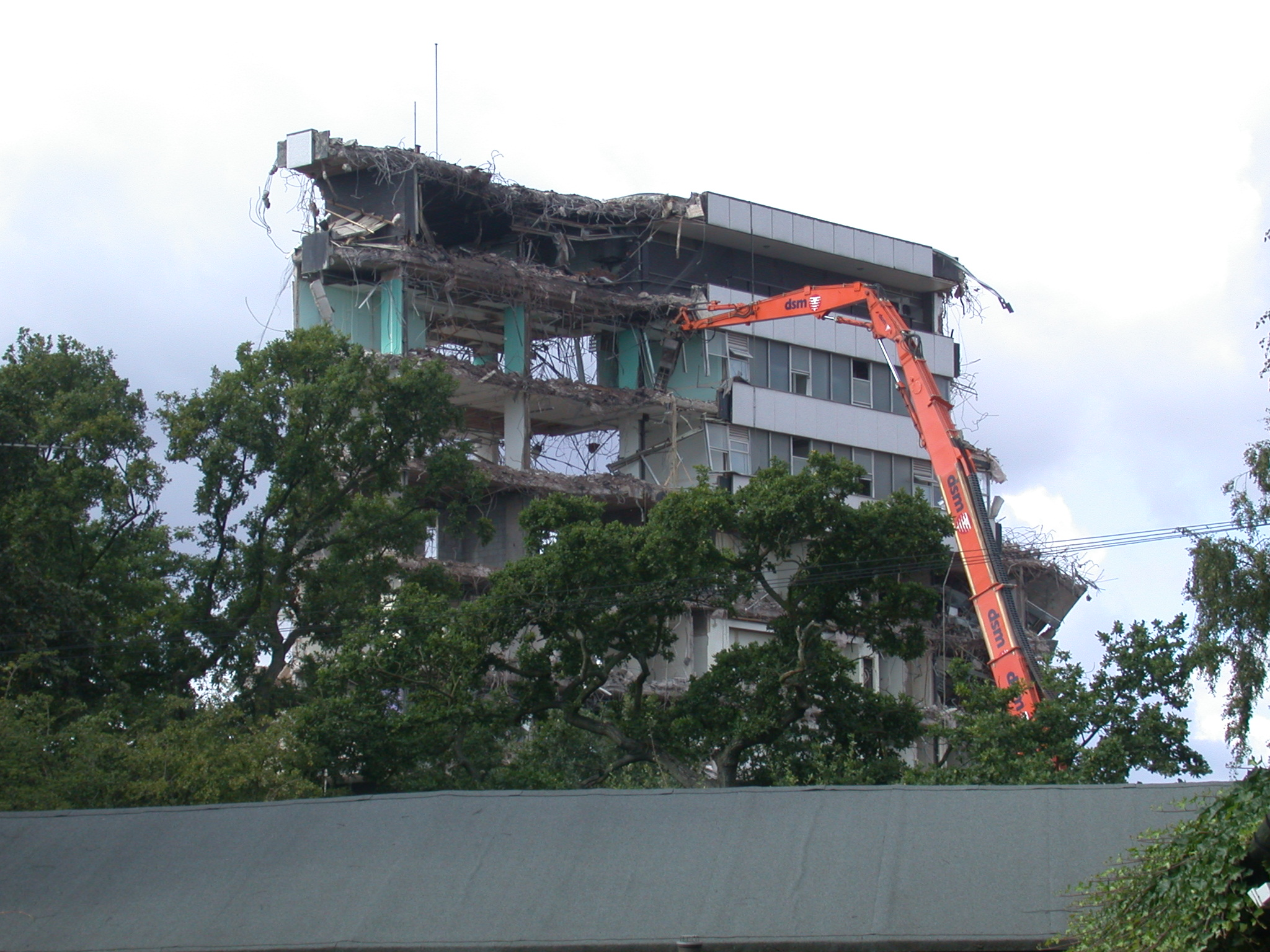
Laufende Abrissarbeiten an den ehemaligen Pebble Mill Studios

Zum Jahrtausendwechsel waren die für die Pebble Mill Studios geeigneten Produktionsanlagen recht veraltet, da die Produktion mehr und mehr digitaler ausgeführt wurde. Zusätzlich kamen Produktionen vor Kulissen zugunsten von Draußenaufnahmen außer Mode. Der Unterhalt des Gebäudekomplexes war zudem verhältnismäßig teuer.  Die BBC entwickelte gleichzeitig eine Strategie, um die Produktion in den Midlands räumlich zu verteilen. Zuungunsten der Pebble Mill Studios entstanden so neue Anlagen in Bristol, in den Salford Quays, in Selly Oak sowie in der Innenstadt von Birmingham. Das dortige, Ende 2004 bezogene Sendezentrum The Mailbox übernahm die größten Teile des Betriebes in den Pebble Mill Studios. Dieses neue Sendezentrum wurde nur wenige Jahre später aber ebenfalls aufgegeben und die BBC zog sich in Sachen Produktion vom Standort Birmingham zurück. Bereits 2001 schloss das Studio A seine Forten und auch die Produktionen im Foyer des Gebäudes wurden ausgesetzt. Lediglich die kleineren Aufnahmestudios blieben bestehen. Final endete die Produktion Ende 2004 mit dem Umzug in die Mailbox, 2005 wurde der Gebäudekomplex schließlich aufgegeben und wenig später abgerissen. Entsprechende Pläne zur Schließung der Anlage gab es bereits seit dem Jahr 2000. Die Entscheidung zur Schließung der Pebble Mill Studios wurde verschiedentlich kritisiert.
Zunächst wurde auf dem Grundstück ein Industriepark mit einigen Freizeiteinrichtungen geplant. Dieser Plan wurde aber nicht umgesetzt, und lange Zeit lang die Fläche brach. Alsbald gab es aber Überlegungen, ob man einen medizinischen Wissenschaftspark errichten könnte. Daran angelehnt entschied man sich dann dafür, mit einem stadtentwicklungstechnischen Masterplan ein Medizincluster auf dem ehemaligen Studiogelände zu errichten. Dieses Cluster, genannt Edgbaston Medical Quarter, umfasst unter anderem ein Krebszentrum und ein Zentrum für Zahnmedizin, aber auch ein weiteres, allgemeiner ausgerichtetes Krankenhaus mit integriertem Rehazentrum. Ebenso gibt es ein von Bupa betriebenes Pflegeheim. Des Weiteren soll noch ein Zentrum für Biowissenschaften entstehen. Das Planungsgebiet des Clusters reicht dabei über die eigentlichen Grundstücksgrenzen der Pebble Mill Studios hinaus. Es ist Teil einer mehr oder weniger erfolgreichen Initiative zu einem regionalen Strukturwandel hin zur Medizin bzw. zur Medizinwissenschaft. Ferner sollen auf dem Grundstück der ehemaligen Studioanlagen auch Studentenunterkünfte entstehen.
Die Pebble Mill Studios prägten die Geschichte der Stadt Birmingham in der Zeit des Bestehens positiv. Die Anlage galt als das regionale Zentrum der Fernseh- und Radioproduktion. Auch überregional war der Name Pebble Mill bekannt, sodass das Studio zu den bekanntesten Fernsehstudios des Vereinigten Königreiches gehörte.

## Auswahl an Produktionen
- BBC Midlands Today
- Boys from the Blackstuff
- Call My Bluff
- Countryfile
- Dalziel and Pascoe
- Dangerfield
- Doctors
- Fair Game
- Gardeners’ World
- Good Morning
- Howards’ Way
- Juliet Bravo
- Pebble Mill at One
- Pot Black
- Rentaghost
- Telly Addicts
- The Archers
- The Basil Brush Show
- The Clothes Show
- Top Gear